# Chilenische Badmintonmeisterschaft 2013
Die Chilenische Badmintonmeisterschaft 2013 fand vom 6. bis zum 8. September 2013 in Santiago de Chile statt. Es war die zweite Austragung der nationalen Titelkämpfe im Badminton in Chile.

## Austragungsort
- CEO, Avda. Ramón Cruz Montt 1176

## Medaillengewinner
| Disziplin    | Gold                          | Silber                        | Bronze                          |
| ------------ | ----------------------------- | ----------------------------- | ------------------------------- |
| Herreneinzel | Esteban Mujica                | Cristian Araya                | Jose Undurraga                  |
| Herreneinzel | Esteban Mujica                | Cristian Araya                | Iván León                       |
| Dameneinzel  | Chou Ting Ting                | Camila Macaya                 | Sara Megé                       |
| Dameneinzel  | Chou Ting Ting                | Camila Macaya                 | Tamara Perez                    |
| Herrendoppel | Iván León Esteban Mujica      | Cristian Araya Bastian Lizama | Luis Barriga Bernardo Villegas  |
| Herrendoppel | Iván León Esteban Mujica      | Cristian Araya Bastian Lizama | Agustin Bastias Jose Undurraga  |
| Damendoppel  | Chou Ting Ting Camila Macaya  | Tamara Perez Victoria Perez   | Josefina Easton Sara Megé       |
| Damendoppel  | Chou Ting Ting Camila Macaya  | Tamara Perez Victoria Perez   | Niria Baeza Paula Lillo         |
| Mixed        | Esteban Mujica Chou Ting Ting | Iván León Camila Macaya       | Bastian Lizama Sara Megé        |
| Mixed        | Esteban Mujica Chou Ting Ting | Iván León Camila Macaya       | Cristian Araya Natalia Villegas |